# Snæfellsjökull
(Jules Verne, Viaggio al centro della Terra)
Lo Snæfellsjökull è un ghiacciaio islandese che ricopre il vulcano Snæfell. Spesso questo nome viene attribuito anche al vulcano per distinguerlo dagli altri due rilievi che hanno lo stesso nome. È situato nella parte più a ovest della penisola Snæfellsnes in Islanda. Qualche volta può essere visto dalla città di Reykjavík, oltre la baia di Faxaflói, da una distanza di 120 chilometri.

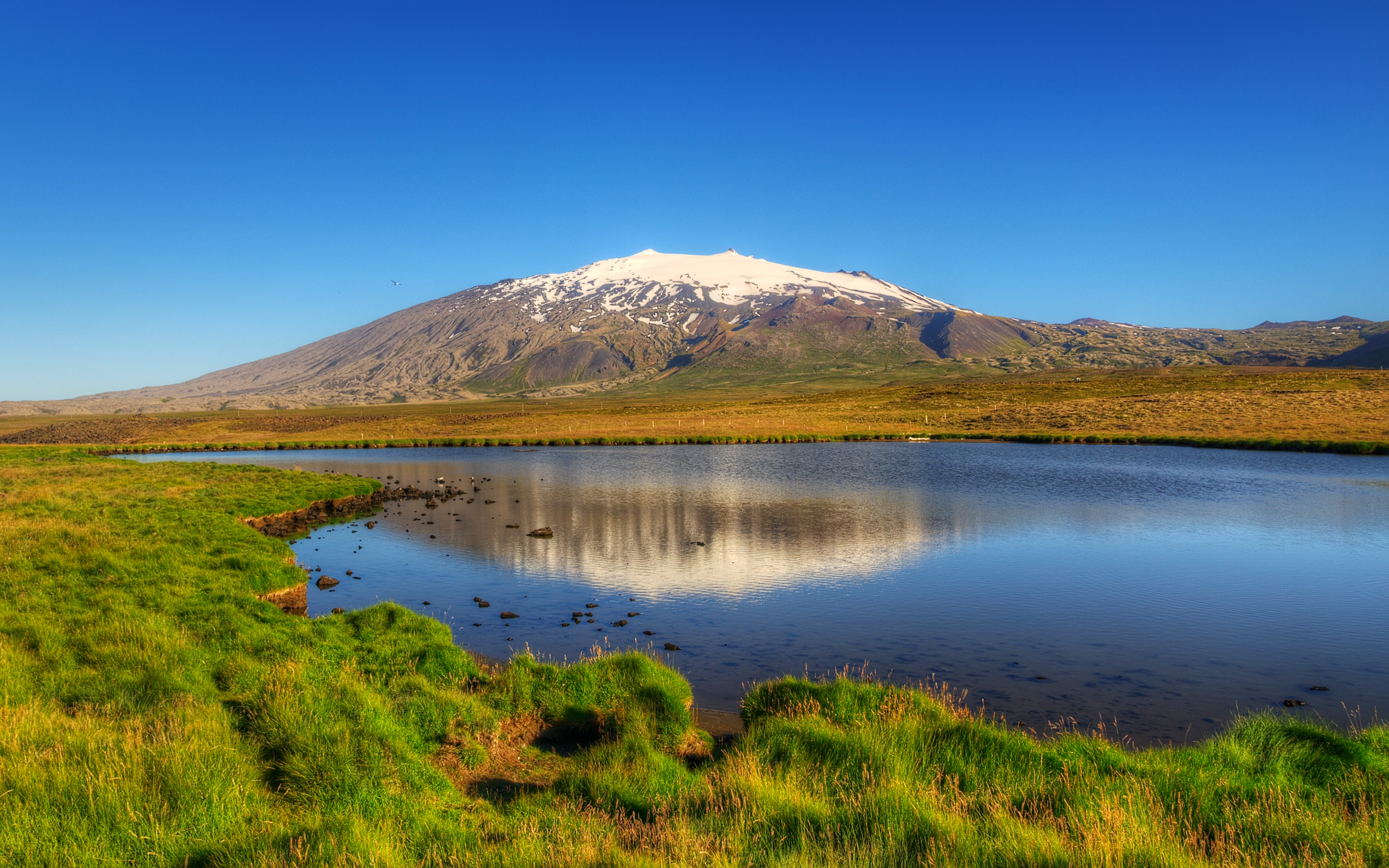
vista sul ghiacciaio

## Turismo
La montagna, citata nel romanzo Viaggio al centro della Terra di Jules Verne, è una delle attrazioni turistiche più famose in Islanda.
Vicino a Gufuskálar ci sono un grande numero di strutture a cupola di origine sconosciuta, che si crede abbiano un'eta compresa tra i 500 e 700 anni. Sono probabilmente le più antiche reliquie conosciute dell'industria della pesca nell'isola. Alcune persone credono che queste strutture servivano invece come luoghi di preghiera o di meditazione per i monaci islandesi che possono essere vissuti un tempo nella zona.

## Protezione
Il ghiacciaio è incluso nel Parco Nazionale Snæfellsjökull. L'area protetta ha un'estensione di 170 km² ed è stata istituita nel 2001 per proteggere le risorse naturali e resti di insediamenti umani nella zona, come i resti delle capanne da pesca invernali vicino a Dritvík e renderli accessibili al pubblico.
Il confine meridionale raggiunge Háahraun nella regione di Dagverðará, mentre quello settentrionale arriva nell'area di Gufuskálar. 
La zona costiera ha un paesaggio vario con forte presenza di avifauna durante la nidificazione. La piana costiera è prevalentemente coperta da lava colonizzata da muschi, ma in siti riparati la vegetazione può diventare rigogliosa.
Dall'istituzione dell'area protetta molti sentieri per escursioni e gite sono stati ampliati e marcati, ed è stato realizzato materiale informativo sul parco.

## Letteratura
Il romanziere francese Jules Verne, nel suo Viaggio al centro della Terra, localizza all'interno dello Snæfellsjökull l'entrata di un cammino che conduce al centro della Terra; Verne attribuisce la scoperta all'alchimista islandese del Cinquecento Arne Saknussem, che affida il suo segreto a un testo crittografato in tardo latino scritto in caratteri runici e decifrato dal nipote dell'esploratore che sulle orme di Saknussem intraprenderà il viaggio.